# مؤتمر الدار البيضاء
مؤتمر الدار البيضاء (بالإنجليزية: Casablanca Conference، كازابلانكا كونفرنس)، أي مؤتمر أنفا، عُقد من يوم 14 إلى يوم 24 من يناير 1943 في فندق أنفا (بالفرنسية: Hotel Anfa) القديم في مدينة الدار البيضاء الخاضعة لنظام الحماية الفرنسية على المغرب آنذاك لتناول تخطيط تقدم الحلفاء في أوروبا خلال المرحلة القادمة من الحرب العالمية الثانية.

## حضور
وكان رئيس الولايات المتحدة فرانكلن دالانو روزڤلت ورئيس الوزراء البريطاني ونستون تشرتشل في الحضور، بالإضافة إلى جنرالي شارل دا گول وهنري جيغو نيابة عن قوات فرنسا الحرة. غاب رئيس الوزراء السوفيتي جوزيف ستالين عن الاجتماع استشهادا بأن معركة ستالينغراد المواصلة بحاجة إلى راعيته. اما عن تداعيات عقد هذا المؤتمر فتكمن في اختلاف الاراء الاستراتيجية بين روؤساء أركان الحرب البريطانيين أما نظرائهم الامريكيين، وكما كانت هناك عدة قضايا يجب مناقشتها أمثال مستقبل العمليات في تونس، استراتيجة الحلفاء في اكمال عملية الانزال الشعلة أو الاستعداد لعملية البوليرو في المملكة المتحدة أو تركيز الجهود في المحيط الهادئ ولايمكن ان نغفل عن امر المساعدات للصين والاتحاد السوفيتي وقضية المستعمرات واختيار قيادة مرضية للجميع الاطراف.

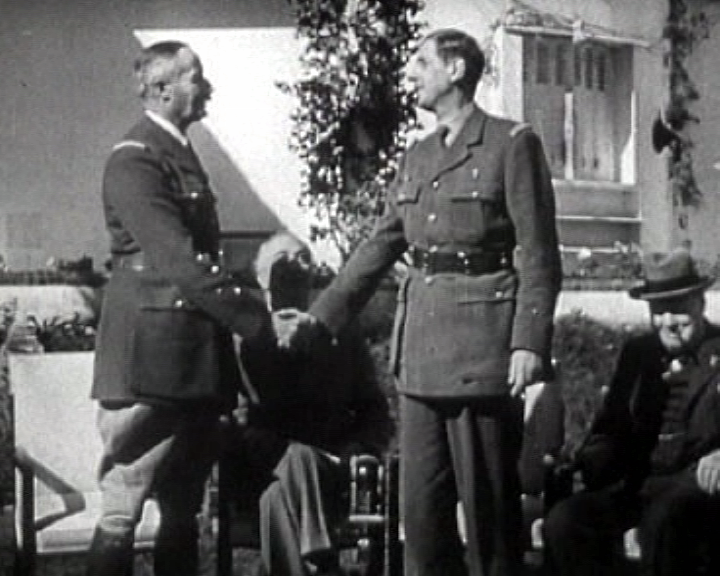
قيادة قوات فرنسا الحرة: جنرال شاغل دا گول (يمين) وجنرال أنغي جيغو (يسار) في مؤتمر الدار البيضاء. في الخلفية هناك روزڤلت وتشرتشل.

## تأثير
كان للمؤتمر دور أساسي في إذكاء الحركة الوطنية المغربية، حيث عبر فرانكلين روزفلت عن دعمه لاستقلال المغرب. قدمت وثيقة الاستقلال بعد هذا المؤتمر بسنة، وفيها قرر الوطنيون «أن يلتمس من جلالته [محمد الخامس بن يوسف] السعي لدى الدول التي يهمها الأمر [وهي دول الحلفاء] الاعتراف بهذا الاستقلال وضمانه، ولوضع اتفاقيات تحدد ضمن السيادة المغربية ما للأجانب من مصالح مشروعة.»